# Fabryka Łożysk Tocznych – Poznań
Fabryka Łożysk Tocznych – Poznań – polski producent łożysk tocznych dla przemysłu samochodowego i motoryzacyjnego, z siedzibą w Poznaniu. Łożyska produkowane przez fabrykę miały oznaczenie FŁT-3.

## Historia
Dnia 19 grudnia 1960 r. Fabryka Łożysk Tocznych – Poznań została uroczyście otwarta przy udziale wiceministra Piotra Jaroszewicza.
W 1995 roku Fabryka Łożysk Tocznych SA w Poznaniu zostaje nabyta przez szwedzki koncern SKF.